# خانه جلال صاحب الامر
خانه جلال صاحب‌الامر مربوط به دوره قاجار است و در شیراز، محله سرباغ، کوچه خانقاه احمدی، تاق بیضایی واقع شده و این اثر در تاریخ ۱۰ خرداد ۱۳۸۲ با شمارهٔ ثبت ۸۶۴۶ به‌عنوان یکی از آثار ملی ایران به ثبت رسیده است.